# Cantonul Grasse-Sud
Cantonul Grasse-Sud este un canton din arondismentul Grasse, departamentul Alpes-Maritimes, regiunea Provence-Alpes-Côte d'Azur, Franța.

## Comune
- Auribeau-sur-Siagne
- Grasse (parțial, reședință)
- Pégomas